# Valzin en Petite Montagne
Valzin en Petite Montagne is een gemeente in het Franse departement Jura (regio Bourgogne-Franche-Comté). De plaats maakt deel uit van het arrondissement Lons-le-Saunier. Valzin en Petite Montagne is op 1 januari 2017 ontstaan door de fusie van de gemeenten Chatonnay, Fétigny, Légna en Savigna.

## Geografie

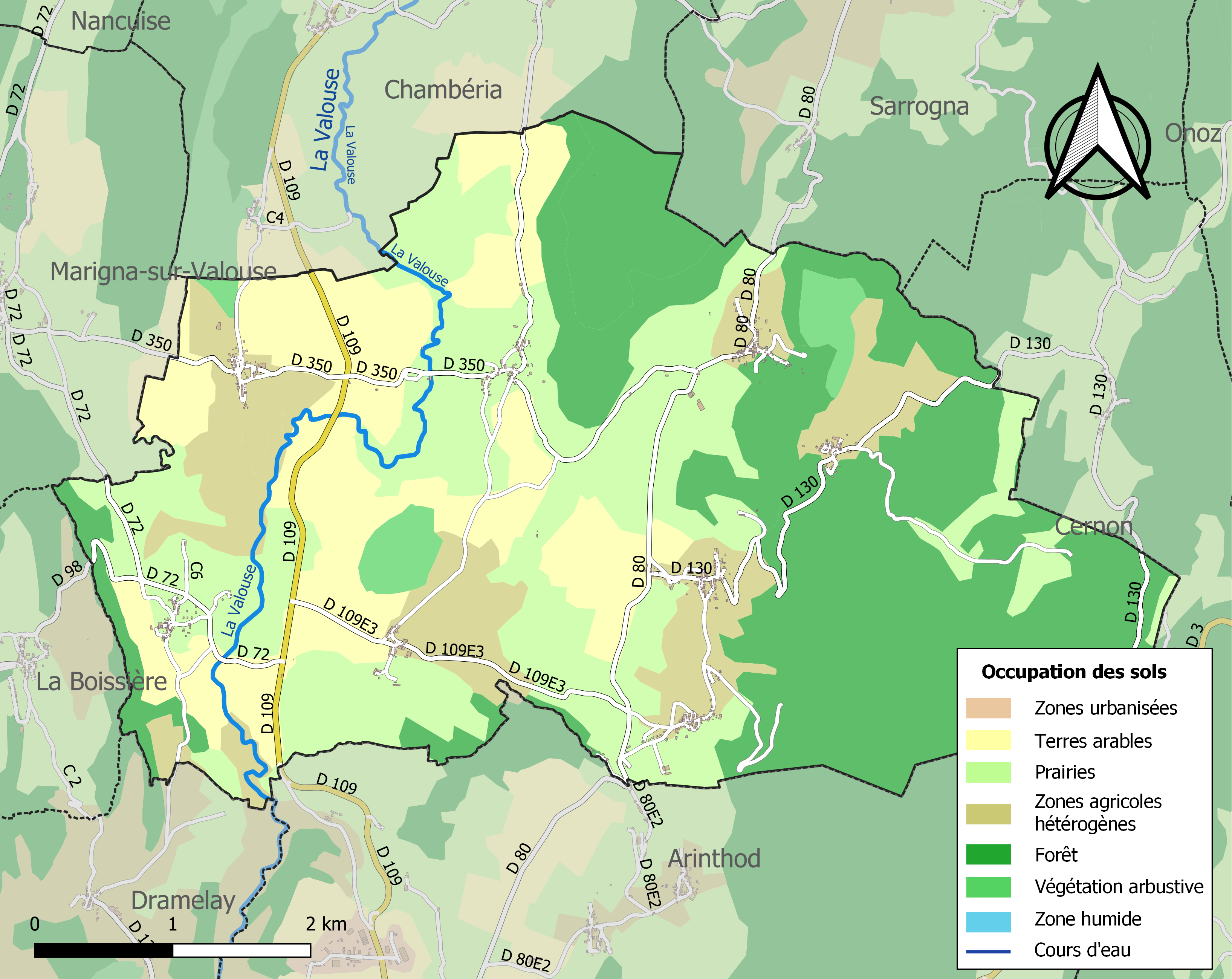
Kaart van de gemeente met de belangrijkste infrastructuur, bodemgebruik en omliggende gemeenten